# Olympische Jugend-Winterspiele 2012/Teilnehmer (Italien)
| Gelbes Symbol für Goldmedaillen mit stilisierten Olympischen Ringen | Graues Symbol für Silbermedaillen mit stilisierten Olympischen Ringen | Braundes Symbol für Bronzemedaillen mit stilisierten Olympischen Ringen |
| ------------------------------------------------------------------- | --------------------------------------------------------------------- | ----------------------------------------------------------------------- |
| 2                                                                   | 2                                                                     | 1                                                                       |

Italien nahm an den Olympischen Jugend-Winterspielen 2012 in Innsbruck mit 41 Athleten in allen 15 Sportarten teil.

## Sportarten

### Biathlon
| Athleten                                                       | Wettbewerb                         | Zeit (Schießfehler) | Rang |
| -------------------------------------------------------------- | ---------------------------------- | ------------------- | ---- |
| Jungen                                                         |                                    |                     |      |
| Federico Di Francesco                                          | 7,5 km Sprint                      | 20:59,4 min (2)     | 15   |
| Federico Di Francesco                                          | 10 km Verfolgung                   | 32:19,8 min (8)     | 20   |
| Xavier Guidetti                                                | 7,5 km Sprint                      | 20:40,2 min (2)     | 11   |
| Xavier Guidetti                                                | 10 km Verfolgung                   | 31:53,1 min (8)     | 16   |
| Mädchen                                                        |                                    |                     |      |
| Anna Savin                                                     | 6 km Sprint                        | 20:20,3 min (3)     | 19   |
| Anna Savin                                                     | 7,5 km Verfolgung                  | 34:06,8 min (6)     | 29   |
| Lisa Vittozzi                                                  | 6 km Sprint                        | 18:42,8 min (1)     | 8    |
| Lisa Vittozzi                                                  | 7,5 km Verfolgung                  | 28:07,7 min (0)     | 5    |
| Gemischt                                                       |                                    |                     |      |
| Lisa Vittozzi Anna Savin Federico Di Francesco Xavier Guidetti | Mixed-Staffel                      | 1:15:46,6 h (0+11)  | 5    |
| Lisa Vittozzi Alice Canclini Xavier Guidetti Manuel Perotti    | Mixed-Staffel Skilanglauf/Biathlon | 1:07:05,7 h (0+7)   | 11   |

### Bob
| Athleten                              | Wettbewerb | Durchgang 1 | Durchgang 2 | Gesamt      | Gesamt |
| Athleten                              | Wettbewerb | Zeit        | Zeit        | Zeit        | Rang   |
| ------------------------------------- | ---------- | ----------- | ----------- | ----------- | ------ |
| Jungen                                |            |             |             |             |        |
| Patrick Baumgartner Alessandro Grande | Zweierbob  | 54,83 s     | 54,31 s     | 1:49,14 min | Gold   |
| Mädchen                               |            |             |             |             |        |
| Mathilde Parodi Valentina Margaglio   | Zweierbob  | 56,15 s     | 55,26 s     | 1:52,41 min | 5      |

### Curling
| Athleten                                                       | Wettbewerb | Gruppenrunde | Gruppenrunde | Viertelfinale      | Viertelfinale | Halbfinale | Halbfinale | Spiel um Bronze | Spiel um Bronze | Spiel um Bronze |
| Athleten                                                       | Wettbewerb | Siege        | Niederlagen  | Gegner             | Ergebnis      | Gegner     | Ergebnis   | Gegner          | Ergebnis        | Rang            |
| -------------------------------------------------------------- | ---------- | ------------ | ------------ | ------------------ | ------------- | ---------- | ---------- | --------------- | --------------- | --------------- |
| Gemischt                                                       |            |              |              |                    |               |            |            |                 |                 |                 |
| Amos Mosaner, Arianna Losano, Alessandro Zoppi, Denise Pimpini | Team       | 4            | 3            | Vereinigte Staaten | 7:5           | Kanada     | 8:2        | Schweiz         | 4:6             | Silber          |

### Eishockey
| Athleten           | Wettbewerb       | Qualifikation | Qualifikation | Finale | Finale |
| Athleten           | Wettbewerb       | Punkte        | Rang          | Punkte | Rang   |
| ------------------ | ---------------- | ------------- | ------------- | ------ | ------ |
| Mädchen            |                  |               |               |        |        |
| Agnese Tartaglione | Skills-Challenge | 15            | 7             | 17     | 4      |

### Eiskunstlauf
| Athleten                         | Wettbewerb | Kurzprogramm | Kurzprogramm | Free Skating/Dance | Free Skating/Dance | Gesamt | Gesamt |
| Athleten                         | Wettbewerb | Punkte       | Rang         | Punkte             | Rang               | Punkte | Rang   |
| -------------------------------- | ---------- | ------------ | ------------ | ------------------ | ------------------ | ------ | ------ |
| Jungen                           |            |              |              |                    |                    |        |        |
| Carlo Vittorio Palermo           | Einzel     | 39,29        | 12           | 86,26              | 10                 | 125,55 | 12     |
| Mädchen                          |            |              |              |                    |                    |        |        |
| Micol Cristini                   | Einzel     | 39,87        | 9            | 65,67              | 12                 | 105,44 | 11     |
| Paar                             |            |              |              |                    |                    |        |        |
| Jasmine Tessari Stefano Colafato | Eistanz    | 38,00        | 7            | 50,15              | 8                  | 88,15  | 8      |

### Eisschnelllauf
| Athleten         | Wettbewerb  | Durchgang 1 | Durchgang 2 | Gesamt      | Gesamt     |
| Athleten         | Wettbewerb  | Zeit        | Zeit        | Zeit        | Rang       |
| ---------------- | ----------- | ----------- | ----------- | ----------- | ---------- |
| Jungen           |             |             |             |             |            |
| Matteo Cotza     | 500 m       | 39,98 s     | 39,61 s     | 79,59 s     | 7          |
| Matteo Cotza     | Massenstart |             |             | Überrundet  | Überrundet |
| Mädchen          |             |             |             |             |            |
| Laura De Candido | 500 m       | 45,48 s     | 45,49 s     | 90,97 s     | 11         |
| Laura De Candido | Massenstart |             |             | Überrundet  | Überrundet |
| Gloria Malfatti  | 500 m       | 44,60 s     | 44,12 s     | 88,72 s     | 7          |
| Gloria Malfatti  | 3000 m      |             |             | 4:59,97 min | 10         |
| Gloria Malfatti  | Massenstart |             |             | 6:03,91 min | 7          |

### Freestyle-Skiing

#### Skicross
| Athleten       | Wettbewerb | Qualifikation | Qualifikation | Vorlauf  | Vorlauf  | Halbfinale | Finale   |
| Athleten       | Wettbewerb | Zeit          | Rang          | Punkte   | Rang     | Position   | Position |
| -------------- | ---------- | ------------- | ------------- | -------- | -------- | ---------- | -------- |
| Jungen         |            |               |               |          |          |            |          |
| Patrick Renner | Skicross   | 58,36 s       | 8             | Abgesagt | Abgesagt | Abgesagt   | Abgesagt |

### Nordische Kombination
| Athleten       | Wettbewerb                    | Skispringen | Skispringen | Skispringen   | Langlauf    | Langlauf |
| Athleten       | Wettbewerb                    | Punkte      | Rang        | Zeitrückstand | Zeit        | Rang     |
| -------------- | ----------------------------- | ----------- | ----------- | ------------- | ----------- | -------- |
| Jungen         |                               |             |             |               |             |          |
| Raffaele Buzzi | Normalschanze / 5 km Langlauf | 119,2       | 11          | 1:13 min      | 27:03,4 min | 5        |

### Rennrodeln
| Athleten                          | Wettbewerb   | Durchgang 1 | Durchgang 2 | Gesamt       | Gesamt |
| Athleten                          | Wettbewerb   | Zeit        | Zeit        | Zeit         | Rang   |
| --------------------------------- | ------------ | ----------- | ----------- | ------------ | ------ |
| Jungen                            |              |             |             |              |        |
| Daniel Gatterer                   | Einsitzer    | 40,222 s    | 40,104 s    | 1:20,326 min | 10     |
| Florian Gruber Simon Kainzwaldner | Doppelsitzer | 42,590 s    | 42,604 s    | 1:25,194 min | Gold   |
| Mädchen                           |              |             |             |              |        |
| Maria Messner                     | Einsitzer    | 44,728 s    | 40,550 s    | 1:25,278 min | 23     |
| Andrea Vötter                     | Einsitzer    | 40,352 s    | 40,393 s    | 1:20,745 min | 6      |

| Athleten                                                        | Wettbewerb  | Mädchen  | Junge    | Doppel   | Gesamt       | Gesamt |
| Athleten                                                        | Wettbewerb  | Zeit     | Zeit     | Zeit     | Zeit         | Rang   |
| --------------------------------------------------------------- | ----------- | -------- | -------- | -------- | ------------ | ------ |
| Gemischt                                                        |             |          |          |          |              |        |
| Andrea Vötter Daniel Gatterer Florian Gruber Simon Kainzwaldner | Teamstaffel | 44,932 s | 47,943 s | 46,982 s | 2:19,857 min | 5      |

### Shorttrack
| Athleten          | Wettbewerb | Viertelfinale | Viertelfinale | Halbfinale         | Halbfinale         | Finale             | Finale             |
| Athleten          | Wettbewerb | Zeit          | Rang          | Zeit               | Rang               | Zeit               | Rang               |
| ----------------- | ---------- | ------------- | ------------- | ------------------ | ------------------ | ------------------ | ------------------ |
| Jungen            |            |               |               |                    |                    |                    |                    |
| Milan Grugni      | 500 m      | 1:05,394 min  | 3             | 46,685 s           | 4                  | 49,630 s           | 8                  |
| Milan Grugni      | 1000 m     | 1:33,540 min  | 2             | 1:33,183 min       | 4                  | 1:40,766 min       | 5                  |
| Mädchen           |            |               |               |                    |                    |                    |                    |
| Nicole Martinelli | 500 m      | 46,390 s      | 2             | 46,679 s           | 2                  | 49,594 s           | Bronze             |
| Nicole Martinelli | 1000 m     | 1:39,809 min  | 2             | 1:36,620 min       | 3                  | 1:47,451 min       | 4                  |
| Arianna Sighel    | 500 m      | PEN           | PEN           | nicht qualifiziert | nicht qualifiziert | nicht qualifiziert | nicht qualifiziert |
| Arianna Sighel    | 1000 m     | 1:38,102 min  | 2             | 1:37,609 min       | 4                  | 2:13,756 min       | 5                  |

### Skeleton
| Athleten              | Durchgang 1 | Durchgang 2 | Gesamt      | Gesamt |
| Athleten              | Zeit        | Zeit        | Zeit        | Rang   |
| --------------------- | ----------- | ----------- | ----------- | ------ |
| Jungen                |             |             |             |        |
| Ferdinando Mulassano  | 59,86 s     | 59,94 s     | 1:59,80 min | 11     |
| Mädchen               |             |             |             |        |
| Guendalina Bergonzoni | -           | 1:01,57 min | 1:01,57 min | 11     |

### Ski Alpin
| Athleten          | Wettbewerb   | Durchgang 1 | Durchgang 2        | Gesamt             | Gesamt             |
| Athleten          | Wettbewerb   | Zeit        | Zeit               | Zeit               | Rang               |
| ----------------- | ------------ | ----------- | ------------------ | ------------------ | ------------------ |
| Jungen            |              |             |                    |                    |                    |
| Davide Da Villa   | Super-G      |             |                    | 1:05,53 min        | 7                  |
| Davide Da Villa   | Riesenslalom | DNF         | nicht qualifiziert | nicht qualifiziert | nicht qualifiziert |
| Davide Da Villa   | Slalom       | 39,97 s     | 40,52 s            | 1:20,49 min        | 4                  |
| Davide Da Villa   | Kombination  | 1:04,65 min | -                  | nicht qualifiziert | nicht qualifiziert |
| Hannes Zingerle   | Super-G      |             |                    | 1:05,57 min        | 9                  |
| Hannes Zingerle   | Riesenslalom | 57,54 s     | 54,56 s            | 1:52,10 min        | Silber             |
| Hannes Zingerle   | Slalom       | DNF         | nicht qualifiziert | nicht qualifiziert | nicht qualifiziert |
| Hannes Zingerle   | Kombination  | 1:03,97 min | DNF                | -                  | -                  |
| Mädchen           |              |             |                    |                    |                    |
| Jasmine Fiorano   | Super-G      |             |                    | DNF                | DNF                |
| Jasmine Fiorano   | Riesenslalom | 59,25 s     | 1:01,77 min        | 2:01,02 min        | 17                 |
| Jasmine Fiorano   | Slalom       | 42,60 s     | 39,41 s            | 1:22,01 min        | 5                  |
| Jasmine Fiorano   | Kombination  | 1:06,40 min | 36,87 s            | 1:43,27 min        | 10                 |
| Veronica Olivieri | Super-G      |             |                    | 1:06,59 min        | 8                  |
| Veronica Olivieri | Riesenslalom | 59,86 s     | 59,95 s            | 1:59,81 min        | 12                 |
| Veronica Olivieri | Slalom       | DNF         | nicht qualifiziert | nicht qualifiziert | nicht qualifiziert |
| Veronica Olivieri | Kombination  | 1:05,70 min | 37,82 s            | 1:43,52 min        | 12                 |

| Athleten                                                          | Wettbewerb     | Viertelfinale     | Halbfinale      | Um Platz 3       | Um Platz 3 |
| Athleten                                                          | Wettbewerb     | Ergebnis          | Ergebnis        | Ergebnis         | Rang       |
| ----------------------------------------------------------------- | -------------- | ----------------- | --------------- | ---------------- | ---------- |
| Gemischt                                                          |                |                   |                 |                  |            |
| Veronica Olivieri Davide Da Villa Jasmine Fiorano Hannes Zingerle | Teamwettbewerb | Deutschland 3 – 0 | Norwegen 2 – 2+ | Frankreich 1 – 3 | 4          |

### Skilanglauf
| Athleten       | Wettbewerb      | Qualifikation | Qualifikation | Viertelfinale | Viertelfinale | Halbfinale         | Halbfinale         | Finale             | Finale             |
| Athleten       | Wettbewerb      | Zeit          | Rang          | Zeit          | Rang          | Zeit               | Rang               | Zeit               | Rang               |
| -------------- | --------------- | ------------- | ------------- | ------------- | ------------- | ------------------ | ------------------ | ------------------ | ------------------ |
| Jungen         |                 |               |               |               |               |                    |                    |                    |                    |
| Manuel Perotti | 10 km klassisch |               |               |               |               |                    |                    | 31:22,5 min        | 14                 |
| Manuel Perotti | Sprint          | 1:47,36 min   | 17            | 2:03,2 min    | 6             | nicht qualifiziert | nicht qualifiziert | nicht qualifiziert | nicht qualifiziert |
| Mädchen        |                 |               |               |               |               |                    |                    |                    |                    |
| Alice Canclini | 5 km klassisch  |               |               |               |               |                    |                    | 16:50,6 min        | 24                 |
| Alice Canclini | Sprint          | 2:00,11 min   | 7             | 2:02,4 min    | 3             | nicht qualifiziert | nicht qualifiziert | nicht qualifiziert | nicht qualifiziert |

### Skispringen
| Athleten           | Wettbewerb    | Erste Runde | Erste Runde | Finale | Finale | Gesamt | Gesamt |
| Athleten           | Wettbewerb    | Weite       | Punkte      | Weite  | Punkte | Punkte | Rang   |
| ------------------ | ------------- | ----------- | ----------- | ------ | ------ | ------ | ------ |
| Jungen             |               |             |             |        |        |        |        |
| Daniele Varesco    | Normalschanze | 67,5 m      | 107,8       | 67,0 m | 108,1  | 215,9  | 10     |
| Mädchen            |               |             |             |        |        |        |        |
| Veronica Gianmoena | Normalschanze | 51,0 m      | 66,2        | 55,5 m | 76,0   | 142,2  | 12     |

| Athleten                                          | Wettbewerb               | Erste Runde | Zweite Runde | Gesamt | Gesamt |
| Athleten                                          | Wettbewerb               | Punkte      | Punkte       | Punkte | Rang   |
| ------------------------------------------------- | ------------------------ | ----------- | ------------ | ------ | ------ |
| Gemischt                                          |                          |             |              |        |        |
| Veronica Gianmoena Raffaele Buzzi Daniele Varesco | Mixed-Team Normalschanze | 222,8       | 266,8        | 489,6  | 10     |

### Snowboard

#### Halfpipe
| Athleten              | Wettbewerb | Qualifikation | Qualifikation | Qualifikation | Halbfinale   | Halbfinale   | Halbfinale | Finale       | Finale       | Finale |
| Athleten              | Wettbewerb | Durchgang 1   | Durchgang 2   | Rang          | Durchgang 1  | Durchgang 2  | Rang       | Durchgang 1  | Durchgang 2  | Rang   |
| --------------------- | ---------- | ------------- | ------------- | ------------- | ------------ | ------------ | ---------- | ------------ | ------------ | ------ |
| Mädchen               |            |               |               |               |              |              |            |              |              |        |
| Maria Delfina Maiocco | Halfpipe   | 28,50 Punkte  | 58,25 Punkte  | 6             | 74,25 Punkte | 83,75 Punkte | 2          | 69,00 Punkte | 44,25 Punkte | 6      |

#### Slopestyle
| Athleten              | Wettbewerb | Qualifikation | Qualifikation | Qualifikation | Finale       | Finale       | Finale |
| Athleten              | Wettbewerb | Durchgang 1   | Durchgang 2   | Rang          | Durchgang 1  | Durchgang 2  | Rang   |
| --------------------- | ---------- | ------------- | ------------- | ------------- | ------------ | ------------ | ------ |
| Mädchen               |            |               |               |               |              |              |        |
| Maria Delfina Maiocco | Slopestyle | 55,25 Punkte  | 74,75 Punkte  | 7             | 47,25 Punkte | 54,25 Punkte | 6      |